# ميراي حكيم
ميراي حكيم هي مذيعة لبنانية.

## حياتها الشخصية والمهنية
تقدم برنامج «يوم جديد» على قناة أو تي في. متزوجة من الطبيب النسائي توفيق نكد منذ 2010 ولديها طفلة واحدة (ميسا).